# ألبرت فالكو
ألبرت فالكو (بالفرنسية: Albert Falco)‏ هو مستكشف فرنسي، ولد في 17 أكتوبر 1927 في مارسيليا في فرنسا، وتوفي بنفس المكان في 21 أبريل 2012.

## وصلات خارجية
- ألبرت فالكو على موقع IMDb (الإنجليزية)
- ألبرت فالكو على موقع ألو سيني (الفرنسية)
- ألبرت فالكو على موقع قاعدة بيانات الأفلام السويدية (السويدية)
- ألبرت فالكو على موقع كينوبويسك (الروسية)